# 愛知県道239号岡崎豊明線

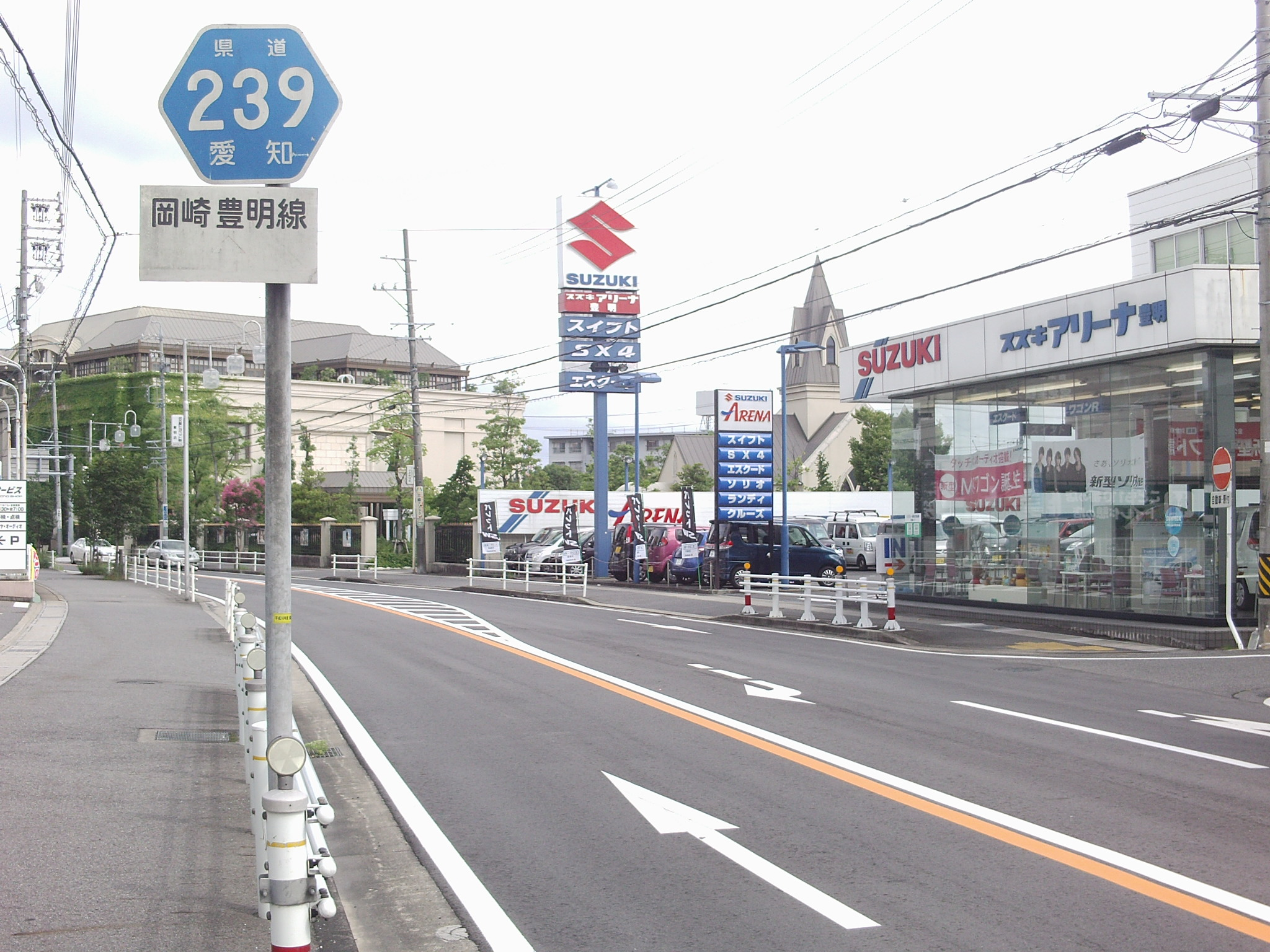
終点、丸の内交差点付近。豊明市の中心市街地。

愛知県道239号岡崎豊明線（あいちけんどう239ごう おかざきとよあけせん）は、愛知県岡崎市から豊田市、刈谷市を経由して豊明市へ至る一般県道である。

## 沿革
- 1979年3月28日：認定[1]

## 路線状況

### 重複区間
- 愛知県道56号名古屋岡崎線（豊田市若林東町・若林東町棚田交差点 - 豊田市若林西町）
- 国道419号（豊田市若林西町・若林西山小山交差点 - 豊田市高岡町・高岡中学校西交差点）
- 愛知県道220号阿野名古屋線（豊明市新田町・大久伝南交差点 - 吉池東交差点）

### 道路施設
- 天神橋（矢作川、岡崎市西蔵前町 - 豊田市畝部東町）
- 境川橋（境川、刈谷市西境町 - 豊明市新田町）

## 地理

### 通過する自治体
- 愛知県
  - 岡崎市 - 豊田市 - 刈谷市 - 豊明市

### 交差する道路
- 国道248号（天神橋東交差点）
- 愛知県道230号鴛鴨安城線（畝部西町城ヶ堀交差点）
- 上郷街道：愛知県道76号豊田安城線（上郷町1丁目交差点）
- 愛知県道288号豊田安城自転車道線
- 愛知県道12号豊田一色線（若林東町棚田交差点）
- 平針街道：愛知県道56号名古屋岡崎線（若林東町棚田交差点）
- 国道419号（若林西町小山交差点 - 高岡中学校西交差点間で重複）
- 愛知県道284号宮上知立線（御乗替橋交差点 - 西岡町長土井交差点間で重複）
- 愛知県道56号名古屋岡崎線（新道、井ヶ谷町孫六交差点）
- 愛知県道54号豊田知立線（沼田交差点）
- 愛知県道220号阿野名古屋線（大久伝南交差点 - 吉池東交差点間で重複）
- 愛知県道57号瀬戸大府東海線・愛知県道237号新田名古屋線（丸の内交差点）

### 沿線
- 矢作川（天神橋）
- 愛知環状鉄道・愛知環状鉄道線 三河上郷駅
- 豊田市立上郷中学校
- トヨタ自動車上郷センター
- トヨタ自動車上郷工場
- 豊田市立高岡中学校
- 愛知県立豊田工科高等学校
- 愛知教育大学附属高等学校
- 境川 (境川水系・愛知県)（境川橋）